# Lujza Erzsébet francia királyi hercegnő
Mária Lujza Erzsébet (franciául: Marie-Louise-Élisabeth de France; Versailles, Franciaország, 1727. augusztus 14. – Versailles, Franciaország, 1759. december 6.), a Bourbon-házból származó francia királyi hercegnő, XV. Lajos francia király és Leszczyńska Mária királyné elsőszülött gyermeke. 1739-ben kötött házasságot apja unokatestvérével, Fülöp spanyol infánssal, 1748-tól a Parmai Hercegségben uralkodtak, amelyet Lujza Erzsébet de facto kormányzott. Férjével a Bourbon-ház parmai ágának megalapítói, Parmai Izabellának, II. József magyar király első feleségének szülei.

## Származása, gyermekkora

### Származása, testvérei
Lujza Erzsébet királyi hercegnő 1727. augusztus 14-én született a versailles-i királyi kastélyban. Édesapja a Bourbon-házból származó XV. Lajos francia király (1710–1774) volt, Lajos francia királyi hercegnek, Burgundia hercegének (1682–1712) és felesége, Mária Adelheid savoyai hercegnőnek (1685–1712) harmadik fia, XIV. Lajos király dédunokája. Édesanyja Leszczyńska Mária lengyel királyi hercegnő (1703–1768), I. Szaniszló lengyel király (1677–1766) és felesége, Opalińska Katalin grófnő (1680–1747) fiatalabbik leánya.
A szülők házasságából tíz gyermek született:
- Mária Lujza Erzsébet hercegnő (1727–1759);
- Anna Henrietta hercegnő (1727–1752), Erzsébet hercegnő ikerhúga, „Madame Seconde”, majd „Madame Henriette”, nővére esküvője után „Madame”;
- Mária Lujza hercegnő (1728–1733), „Madame Troisième”, gyermekként meghalt.
- Lajos Ferdinánd herceg (1729–1765), a trónörökös (dauphin), Mária Terézia spanyol infánsnőt, majd Mária Jozefa szász hercegnőt vette feleségül, XVI. Lajos, XVIII. Lajos és X. Károly apja;
- Fülöp Lajos herceg (1730–1733), Anjou hercege, kisgyermekként meghalt.
- Mária Adelheid hercegnő (1732–1800), „Madame Quatrième”, Mária Lujza halála után „Madame Troisième”, majd „Madame Adelaïde”, Henrietta halála után „Madame”;
- Viktória Lujza Mária Terézia hercegnő (1733–1799), „Madame Quatrième”, majd „Madame Victoire”;
- Zsófia Filippina Erzsébet Jusztina hercegnő (1734–1782), „Madame Cinquième”, majd „Madame Sophie”;
- Terézia Felicitász (1736–1744), „Madame Sixième”, gyermekként elhunyt;
- Lujza Mária hercegnő (1737–1787), „Madame Septième”, Terézia Felicitász halála után „Madame Sixième”, majd „Madame Louise”, karmelita apáca Thérèse de Saint-Augustin néven.

### Gyermekkora

#### Születése, környezete
Lujza Erzsébet és ikerhúga, Anna Henrietta születését már-már a fiú örökösnek kijáró országos örömünnep fogadta (bár a száli törvény kizárta őket a francia trónöröklésből). Apjuk a Bourbon-ház főágának utolsó férfi tagjaként került a trónra öt éves korában, gyenge volt az egészsége; az ikerlányok születésével bizonyította, hogy képes lesz fenntartani az uralkodói vérvonalat. Maga XV. Lajos (aki ekkor tizenhét éves volt), így dicsekedett: „Tessék! Azt mondták, nem tudok gyereket csinálni, és én rögtön kettőt csináltam!” A Bourbonok hagyományai szerint egyszerűsített szertartással (ondoiement) keresztelték meg őket, nevet sem kaptak. Élete első tíz évében Madame Première (körülbelül „első asszony”) néven ismerték, húgait is „sorszámozták”; ha az egyik hercegnő meghalt, a nála fiatalabbak „feljebb léptek” a számozásban.

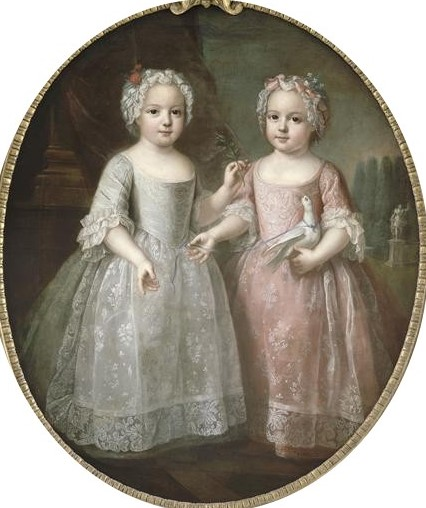
A kisgyermek Erzsébet (balra) és ikertestvére, Henrietta, 1737 körül készített, Pierre Gobert-nek tulajdonított festmény.

A királyi gyermekek külön lakosztályban nevelkedtek, ahonnan naponta háromszor vitték őket látogatóba szüleikhez (akik soha nem mentek a gyerekek lakrészébe). Gondozásukat Franciaország gyermekeinek nevelőnője felügyelte, Charlotte de La Motte Houdancourt, Ventadour hercegné (1654–1744). Az 1727-ben hetvenhárom éves Madame de Ventadour már az ikerlányok apját is nevelte; feladatát 1735-ben unokája, Marie-Isabelle de Rohan, Tallard hercegné (1699–1754) vette át. A nevelőnőt két, később három helyettes-nevelőnő, egy „ringatóasszony” és népes személyzet segítette. A gyerekek nevelőnőiket maman-nak, anyának szólították, de az anyaszerepet a szoptatós dajka töltötte be életükben. Ellátásuk szabályai szerint csak öltöztetés, fürdetés és szoptatás alkalmával tapasztaltak gyengédséget; az első két feladatot ellátó „ringatóasszony” három éves koruk után nem foglalkozott velük, a dajka ekkor előlépett komornává. Catherine Vignon-Varemchamp, Lujza Erzsébet dajkája egész életében bizalmasa maradt, akit Madridba is magával vitt.
Versailles rosszul fűthető és huzatos volt, telente a hercegnők sokat betegeskedtek. 1733-tól a nyarakat a meudoni Château-Neuf-ben töltöttök, ahol az udvari orvosok szerint kisebb eséllyel kapták el a meleg időben terjedő fertőző betegségeket. Lujza Erzsébet örökölte apja bőrbetegségét, amelynek következtében időről időre teljes testét gennyes kiütések és sebek borították be.

#### Neveltetése, oktatása

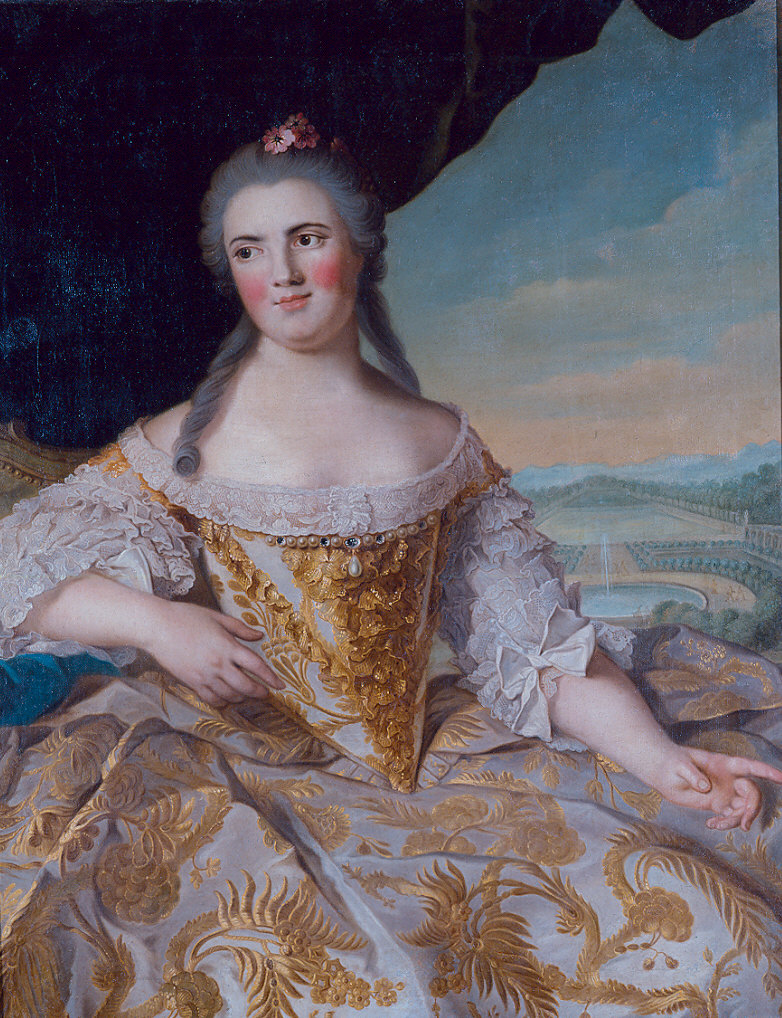
Lujza Erzsébet francia királyi hercegnő

A reprezentáció születésétől fogva alapvető része volt Lujza Erzsébet életének. A gyermeklakosztály központi helyisége a cabinet volt, ahol testvéreivel együtt, baldachin alatt ülve fogadta az udvaroncok és külföldi diplomaták gratulálását és részvétnyilvánítását. Lujza Erzsébet és Henrietta először két héttel első születésnapjuk után, húguk születése alkalmából adtak audienciát. Öltöztetésük és étkezéseik nyilvános események voltak az udvartartás tagjai számára (akárcsak szüleiké). Ha valakit bemutattak az udvarnál, az a királyi pár után a gyermekeknél is tiszteletét tette. Részt vettek a családi esküvőkön és temetéseken, magas rangú külföldi vendégek fogadásán, katonai díszszemléken, lovaggá avatásokon.
XV. Lajos imádta leányait, képtelen volt nemet mondani nekik. Megszerettette velük kedvenc tudományágait, a fizikát és a csillagászatot (ez utóbbival Lujza Erzsébet élete végéig foglalkozott). Mária királyné tíz évig majdnem folyamatosan várandós volt, ami testileg és lelkileg is kimerítette. Gyermekeire ritkán maradt ereje, de fontosnak tartotta vallási és erkölcsi irányításukat. Lujza Erzsébetet először kilenc hónapos korában vitte misére, és minden látogatás alkalmával megkérdezte gyermekeit: „Elmondták az imádságaikat? Követtek el mulasztást a szolgálatukra állókkal szemben?” A gyerekek látogatták és szerették anyai nagyszüleiket, a trónfosztásuk óta Franciaországban élő I. Szaniszló lengyel királyt és Opalińska Katalin királynét is.
A király elvárta, hogy gyermekei tiszteletet mutassanak mind oktatóik, mind szolgáik iránt és ellenálljanak a „hiúságnak” és „önzésnek”. Ugyanakkor a minden pillanatban betartott udvari etikett megtanította őket arra, hogy a társadalmi hierarchia tetején helyezkednek el. Lujza Erzsébet alapvetően „jószívű” és „nyílt természetű” volt, de büszke is. Ha nevelőnője, Madame de Tallard (akit nem kedvelt) a szolgálati órákon kívül lépett be szobájába, hideg és távolságtartó hangon azt kérdezte: „Mit keres ön itt?” „Értelmes, erős akaratú és határozott” gyerekként vezető volt testvérei között, ikerhúga, Henrietta minden szeszélyében követte.
Oktatásukat több írás- és olvasás-mester végezte, személyesen nekik írt tankönyvekből. Kilenc éves korában Lujza Erzsébet már rendszeres levelezést folytatott nem csak családjával, de a miniszterelnök Fleury bíborossal is. Kiemelt tantárgy volt a történelem: kívülről megtanulták Franciaország történetének jelentős dátumait és eseményeit, minden európai uralkodócsalád családfáját és országaik történetét, de óráikon kívül is rendszeresen olvastak történelmi témájú könyveket. Földrajz órán tanulmányozták az országok elhelyezkedését, környezeti erőforrásaikat, termelékenységüket és terjeszkedési szándékaikat. Lujza Erzsébet házasságára készülve spanyolul tanult. A király különféle mesterembereket hívott meg, hogy bemutassák munkafolyamataikat. Szabadidejükben a hercegnők hímeztek, gobelint készítettek, kártya- és társasjátékokat játszottak, sakkoztak. Megtanulták apjuk kedves időtöltését, a fazekasságot, festő- és rajzleckéket vettek, de a művészetek közül a zene állt a legközelebb hozzájuk.
1736-ban Lujza Erzsébet öccse, a trónörökös saját lakosztályba költözött, megkezdődött oktatása és katonai kiképzése. A hercegnők mindig várták a vasár- és ünnepnapokat, amikor meglátogathatták őt és játszhattak vele. A négy legidősebb gyermek keresztelőjét 1737-ben tartották; ekkor kapta Madame Première a Mária Lujza Erzsébet nevet keresztanyja, Bourbon Lujza Erzsébet, özvegy Conti hercegné (1693–1775) után. Ezután Madame Élisabeth-ként, vagy (mivel ő volt a legidősebb) egyszerűen „Madame”-ként ismerték; apja a Babette becenevet adta neki. 1738-ban a miniszterelnök, Fleury bíboros ötletére a négy fiatalabbik hercegnőt a Fontevraud-apátságba küldték, hogy csökkentsék neveltetésük költségeit, de Lujza Erzsébet, Anna Henrietta és Adelheid a királyi udvarban maradhatott.
1739 márciusában a tizenkét éves Lujza Erzsébet és Anna Henrietta bérmálkoztak és elsőáldoztak, gyerekruháikat lecserélték az udvari grand habit-ra; innentől felnőttnek számítottak. A brokátból készült, fémkosárra (panier, a krinolin elődje) terített, bálnacsontos fűzővel viselt grand habit magas bársonygallérja megnehezítette a légzést, anyaga merev és súlyos volt, a kislányoknak mégis mindig kecsesen és könnyedén kellett járnia. Ha a hosszú ünnepélyeken túl sokat mozgolódtak, a nevelőnők éles tűt tettek a panier belsejébe, hogy az elvárt mozdulatlanságra kényszerítsék őket. Ennek ellenére mindketten örömmel fogadták, hogy a felnőttek ruháját viselhetik.

## Házassága

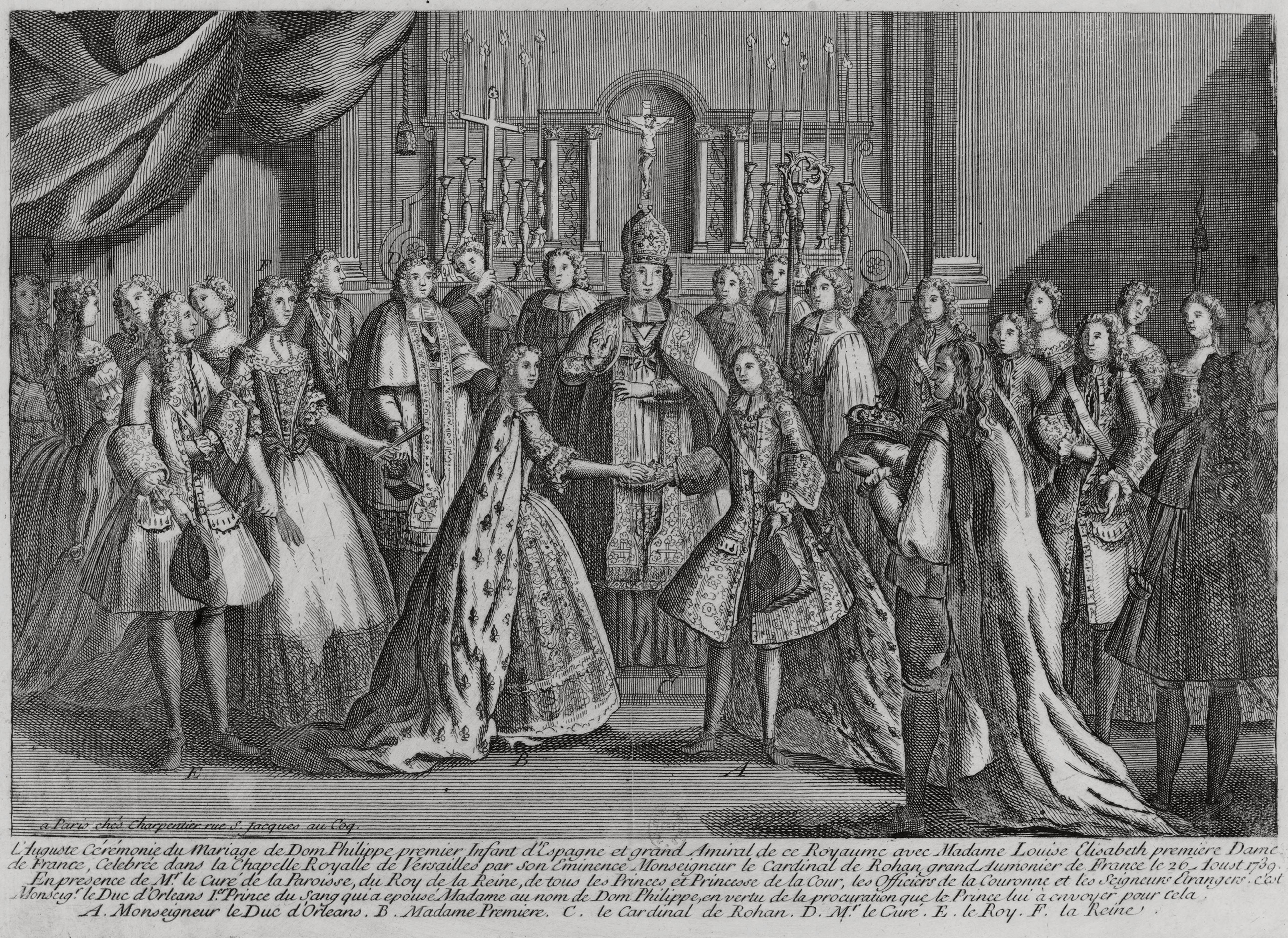
Lujza Erzsébet és Fülöp infáns esküvője Alcalában.

A Bourbonok 1715 (a spanyol örökösödési háború vége) óta Franciaország mellett Spanyolországban is uralkodtak. A család két ága közötti kapcsolatot házasságokkal igyekeztek erősíteni, többek között 1721-ben az akkor tizenegy éves XV. Lajos és három esztendős unokatestvére, Mária Anna Viktória spanyol infánsnő között. Az infánsnő Franciaországba költözött, ám négy évvel később, amikor a tizenöt éves Lajost környezete már alkalmasnak ítélte a nemi életre, felbontották a házasságot a hétéves kislánnyal. Azért, hogy a gyenge egészségű Lajosnak minél hamarabb gyermeke születhessen, hozzáadták a huszonkét éves Leszczyńska Máriát. Mária Anna Viktóriát hazaküldték; apja, V. Fülöp spanyol király évekig nem bocsátotta meg a sértést, a két udvar közötti kapcsolat jegessé vált. Az 1730-as évek végére kezdett helyreállni Versailles és Madrid viszonya, amit kettős házassággal pecsételtek meg: egyrészt a francia trónörökös és Mária Terézia infánsnő, másrészt a spanyol király harmadszülött fia, Fülöp infáns és Lujza Erzsébet között.

A francia udvarban megrökönyödést váltott ki, hogy királyuk legidősebb leánya nem uralkodó vagy trónörökös felesége lesz. Lujza Erzsébet is úgy érezte, hogy rangján alul házasodik; amikor megkérdezték tőle, örül-e, hogy hamarosan infánsnőnek fogják hívni, arca „megvető grimaszba” torzult. Bár ekkor még általában visszahúzódóan viselkedett, kortársai szerint néha már megmutatkozott akaratereje. Az esküvőt per procurationem (képviselő útján) tartották 1739. augusztus 26-án a versailles-i kastély kápolnájában; a menyasszony tizenkét, a jelen nem lévő vőlegény (egyben a menyasszony apjának elsőfokú unokatestvére) tizennyolc éves volt. Lujza Erzsébetet ezentúl „Madame Infante”-ként ismerték, egyesítve francia rangját a spanyollal.

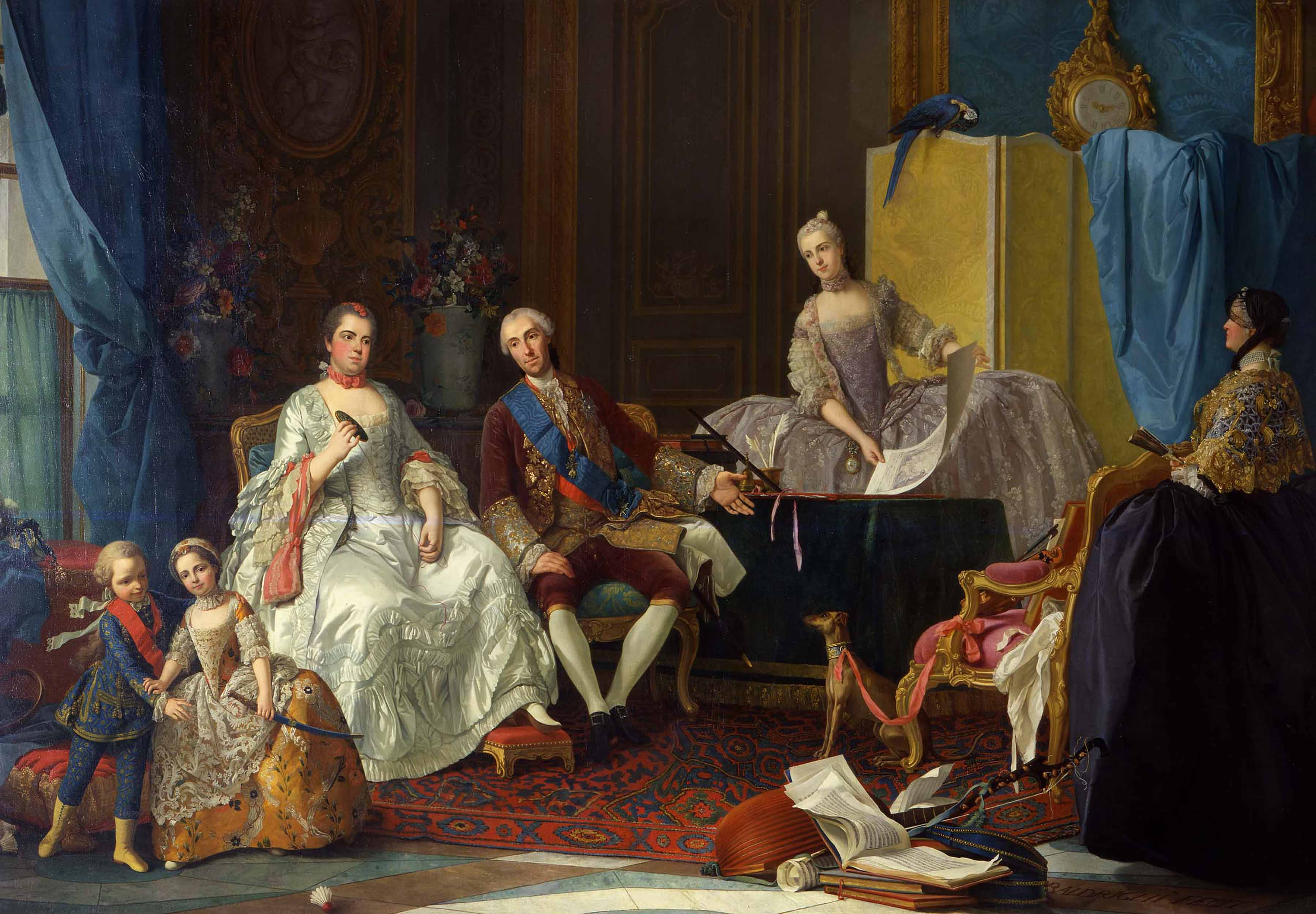
Erzsébet férjével és gyermekeivel (balról jobbra: Ferdinánd, Mária Lujza, Lujza Erzsébet, Fülöp, Izabella, Izabella nevelőnője).

Erzsébet augusztus 31-én könnyek között búcsúzott el anyjától és testvéreitől. Amikor ikertestvérét, Anna Henriettát ölelte meg, a két kislány azt zokogta: „Ez [a búcsú] örökre szól”. Apja Plessis-Picquet-ig kísérte; az úton arra intette leányát, hogy saját boldogsága érdekében legfőbb célja apósa, a spanyol király szeretetének megnyerése legyen. Lujza Erzsébet tőle is sírva búcsúzott el. A spanyol határig nevelőnője, Madame de Tallard és más udvari méltóságok kísérték. Október 13-án Saint-Jean-Pied-de-Port közelében, a határra épült házban adták át új udvartartásának (a francia oldalról senki nem léphette át a határt). 1739. október 25-én Alcalá de Henáresben, immár mindkét fél jelenlétében, rövid szertartás és egyházi áldás erősítette meg a házasságot.
A házasságból három gyermek született:
- Izabella Mária Lujza Antónia spanyol infánsnő, majd parmai hercegnő (1741–1763), aki 1760-ban József osztrák főherceg (a későbbi német–római császár és magyar király) első felesége lett;
- Ferdinánd parmai herceg, spanyol infáns (1751–1802), 1765-től Parma uralkodó hercege, aki Mária Amália osztrák főhercegnőt, Mária Terézia császárné leányát vette feleségül.
- Lujza Mária Terézia Anna parmai hercegnő, spanyol infánsnő (1751–1819), aki 1765-ben Károly spanyol infánshoz ment férjhez, 1788-tól Mária  Lujza néven Spanyolország királynéja lett.

## Élete a spanyol királyi udvarban
Lujza Erzsébet nehezen viselte a madridi életet. A spanyol nemesség lelkesedett érte, mindenütt sikere volt, de anyósa, Farnese Erzsébet királyné, az ország de facto uralkodója nem kedvelte. A királyné hozzászokott, hogy mindenki engedelmeskedik neki, de hamar átlátta, hogy Lujza Erzsébet ehhez túl nagyravágyó és erős jellem. Fia, Fülöp infáns ráadásul beleszeretett a feleségébe; a királyné attól tartott, hogy a jövőben rá fog hallgatni. Hat hónappal menye érkezése után már ellenségének tekintette, haraggal és gyűlölettel fordult felé. Lujza Erzsébet helyzetén megnehezítette, hogy apja késlekedett segíteni Spanyolországot Anglia ellen, ahogyan a házasság által szentesített szövetség megkövetelte volna, és a hozományt sem fizette ki időben. A következő tíz évben Lujza Erzsébet boldogtalan volt, azon munkálkodott, hogy elkerüljön Madridból, saját országra tegyen szert, és végre ne legyen Farnese Erzsébet közelében.

### Kapcsolata férjével, leánya születése

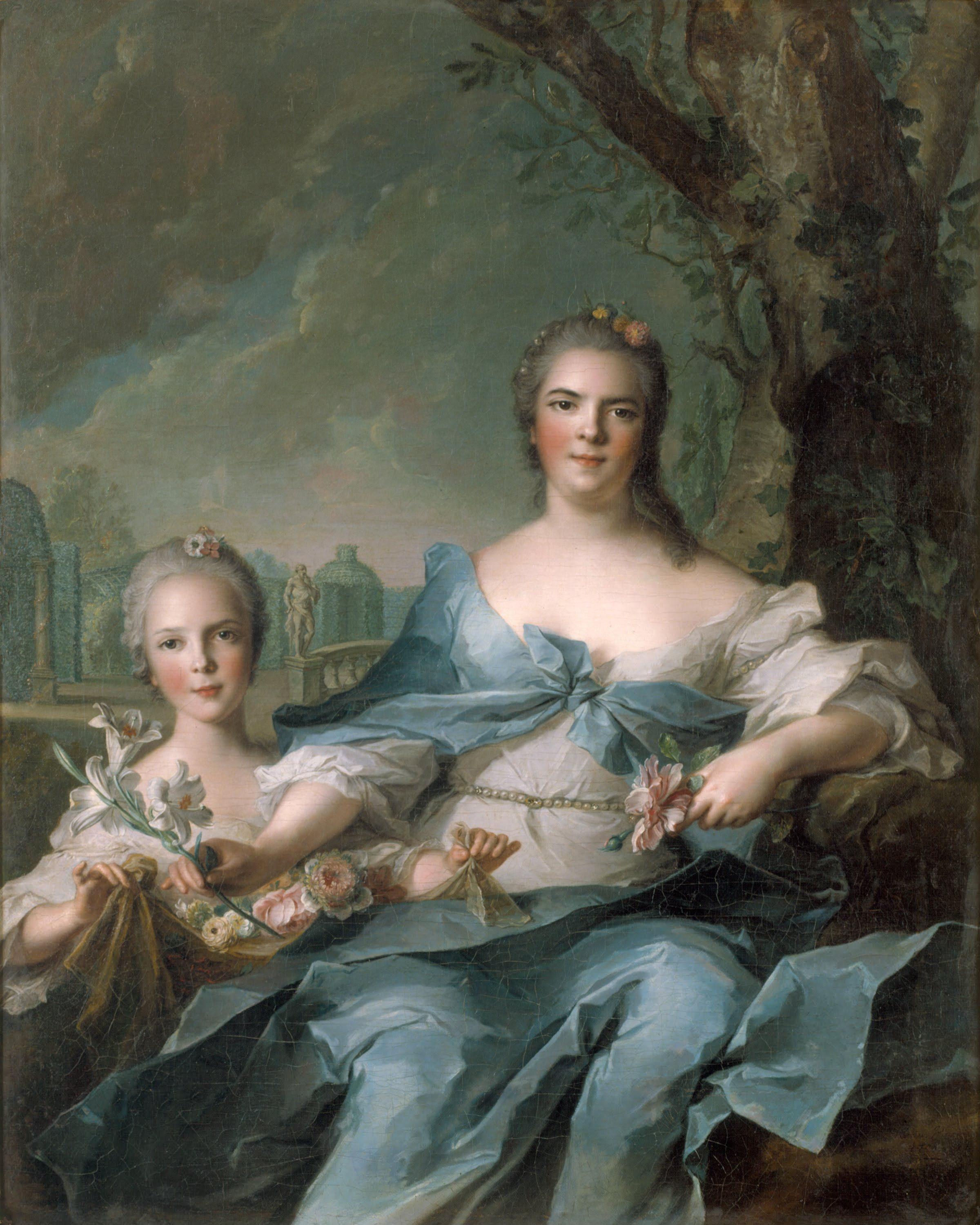
Erzsébet hercegnő és legidősebb leánya, Izabella, 1750-ben.

A férjét eleinte unalmasnak és szerencsétlennek tartotta. Fülöp infáns a korabeli leírások alapján kellemes személyiségű, jó kedélyű fiatalember volt; bár oktatását elhanyagolták, önszorgalomból sokat olvasott, művelődött, de hiányzott belőle felesége politikai érzéke és becsvágya, éretlen és hiú volt. Egész életében anyja irányítása alatt állt, nem védte meg a feleségét sem ellene, de általában szeretettel bánt Lujza Erzsébettel. Ahogy jobban megismerte az infánst, Lujza Erzsébet rájött, hogy a férje kedves és jószívű, a maga módján méltóságteljes, legfőképpen pedig értékelte a szeretetet, amelyet Fülöp minden módon igyekezett kifejezni. Idővel megszerette, házasságuk végéig úgy bánt vele, mintha a nála hat évvel idősebb férfi a kisöccse lenne.
Első gyermekét, Izabellát tizennégy évesen, 1741. december 31-én szülte. Két hónappal később a királyné parancsára Fülöp infáns elutazott, hogy parancsnokként szolgáljon az osztrák örökösödési háborúban, azzal az ígérettel, hogy elnyerheti a Parmai Hercegséget, anyja családjának örökségét (amelyet a lengyel örökösödési háború végén, 1738-ban szerzett meg a Habsburg Birodalom). Farnese Erzsébet el akarta távolítani egymástól a házaspárt, hogy megőrizhesse befolyását fia felett. Minden lehetséges eszközzel gátolta Fülöp hazatérését, aki így legközelebb 1750-ben látta a feleségét és kislányát.
Egyedül maradva Madridban, Lujza Erzsébet kiépítette politikai hálózatát férje helyzetének megszilárdítására. Húgai, Anna Henrietta és Adelheid, anyja, Mária királyné, illetve a Noailles- és Maurepas-családok képviselték érdekeit Versailles-ban. Megnyerte magának a madridi francia nagykövetet, Vauréal rheimsi érseket is, aki később kegyvesztetté vált, valószínűleg azért, mert udvarolni próbált neki. Összebarátkozott kétszeres sógornőjével (aki egyben férje húga és öccse menyasszonya volt), Mária Terézia infánsnővel, aki 1746-ban költözött Versailles-ba, és rövid házassága végéig onnan segítette Lujza Erzsébetet. Farnese Erzsébet kénytelen volt számolni menye befolyásával; végül, bár soha nem kedvelték meg egymást, együtt dolgoztak Fülöp infáns karrierjéért. Lujza Erzsébetre nagy hatással volt anyósa politikai stílusa és hatalma, sokat tanult tőle. Parmába indulása előtt a királyné hosszú beszélgetéseket folytatott menyével, felkészítette a kormányzásra, rábízta fia sorsának igazgatását.

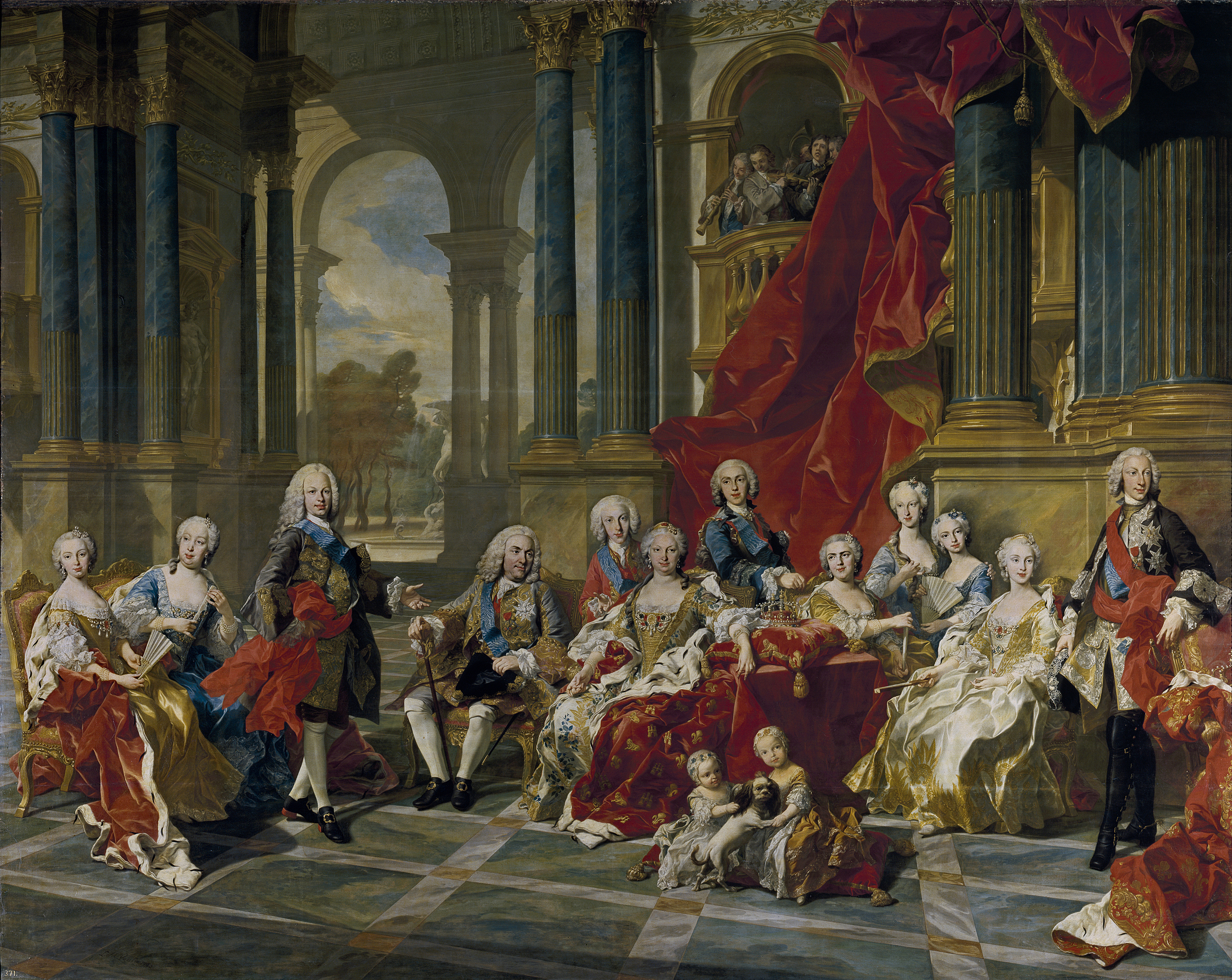
Louis-Michel van Loo: V. Fülöp családja (1743). V. Fülöp és Farnese Erzsébet ülnek középen, a királyné mögött Fülöp infáns, aki Erzsébet székére támaszkodik. Az asztal előtt a földön balra lányuk, Izabella.

## Parma hercegnéje

### Első látogatása Versailles-ban
1748-ban a Bourbonokra nézve kedvezően zárult a háború, és az aacheni békében Fülöp infáns megkapta Parma, Piacenza és Guastalla uralkodói hercegének címét. Lujza Erzsébet, mielőtt csatlakozott volna férjéhez Parmában, meg akarta látogatni a családját Versailles-ban. 1748 novemberének végén leányával elhagyta Madridot, és december 29-én, Villeroyban találkozott apjával. Másnap együtt utaztak Choisy-ba, ahol testvérei, a dauphin, Henrietta, Adelheid és Viktória (aki az év tavaszán tért vissza az udvarba a kolostorból, ahol nevelkedett) fogadták. December 31-én érkeztek Versailles-ba, ahol a királyné futott elé. Leánya, Izabella január 6-án érkezett meg. Csak az év végén indultak el Parmába.

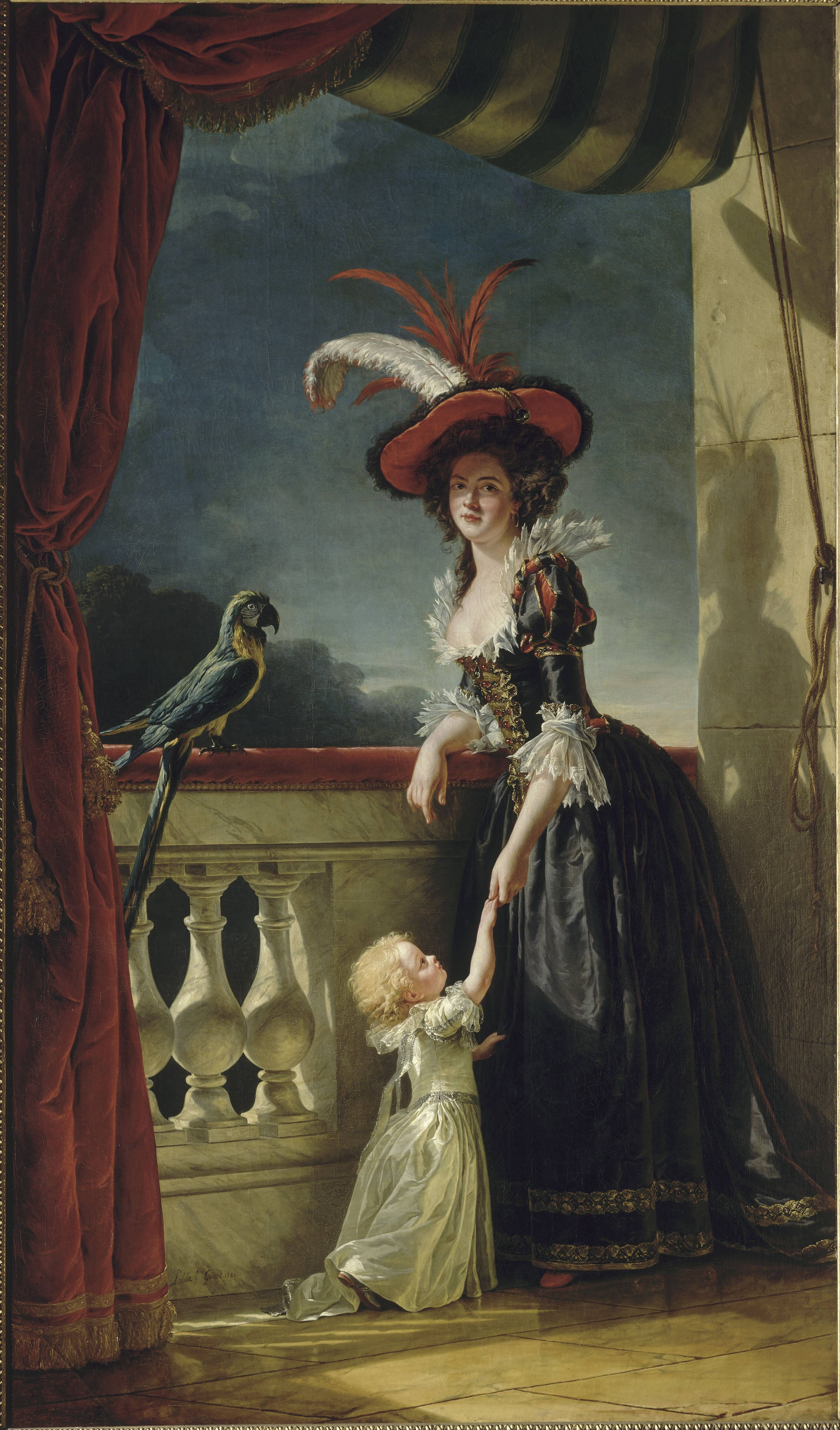
Erzsébet parmai hercegné két éves fiával, Ferdinánd herceggel.
Adélaïde Labille-Guiard műve, 1788.

Parmában pezsgő kulturális élet fejlődött ki, a várost „Itália Athénjának” kezdték nevezni. A kormányzati megbeszélések után a hercegnő vadászatokon, színházi előadásokon, álarcosbálokon múlatta idejét. Pszichés állapota Parmában átmenetileg megjavult. 1751-ben egy éven belül két gyermeket hozott a világra: januárban a trónörököst, Ferdinánd herceget, decemberben egy második leányt, Mária Lujza hercegnőt.

### Utolsó évei
1752-ben hirtelen meghalt Lujza Erzsébet ikerhúga, Henrietta hercegnő, akihez mindenkinél erősebben kötődött. A hír összetörte Erzsébetet, azonnal hazautazott, és órákat töltött ikertestvére sírjánál. Ezt a csapást élete végéig nem heverte ki. A következő években egészsége meggyengült. Egyre gyakrabban menekült el a parmai udvarból, amelyet unalmasnak és nyomasztónak talált. Megpróbált támogatást keresni ahhoz, hogy férje egy másik királyságot kapjon. Tárgyalt Mária Terézia osztrák főhercegnővel, aki a gazdag Habsburg-Németalföldet adta volna Parmáért. E tárgyalások keretében jegyezték el Erzsébet idősebbik leányát, Izabellát II. József osztrák trónörökössel, a későbbi II. József császárral. (A házasságkötésre csak 1760 őszén, Lujza Erzsébet halála után került sor). Amikor VI. Ferdinánd spanyol király 1759. augusztus 10-én utód nélkül elhunyt, a parmai hercegi pár egy lépéssel közelebb jutott a spanyol trónhoz is. Azonban a soron következő örökös, Fülöp herceg bátyja, III. Károly lépett a trónra, Lujza Erzsébet illúziói a semmibe foszlottak.
Életének utolsó éveiben Lujza Erzsébet hercegnő egyre több időt töltött Franciaországban, családja körében. Az egyik látogatás során súlyosan megbetegedett. Anyja, Leszczyńska Mária királyné a legrosszabbtól tartva írta egy levelében: „Szegény gyermekem súlyos lázban fekszik, nagyon aggódom érte.” 1759 december elején elkapta a himlőt, és december 6-án családjának lakóhelyén, a versailles-i kastélyban elhunyt. 1760. március 27-én kívánsága szerint a Saint-Denis-székesegyházban temették el, szeretett ikerhúga, Henrietta mellett.